# Teodor Radziejowski
Teodor Radziejowski herbu Junosza (ur. 9 listopada 1766, zm. 6 lutego 1829) – pułkownik wojsk polskich, uczestnik wojny polsko-rosyjskiej 1792 r., insurekcji kościuszkowskiej i wojen napoleońskich, kawaler Krzyża Złotego Virtuti Miliari.

## Życiorys
Syn Konstancji z Majeranowskich i Wojciecha Radziejowskiego. Żonaty z Franciszką Jaworską. Pradziadek Stanisława Radziejowskiego malarza; Ireny W. Kosmowskiej, literatki, publicystki i działaczki społeczno-oświatowej oraz Stefana Kozłowskiego działacza społecznego i narodowego.
Służbę w wojsku polskim rozpoczął w 1782 r. w stopniu towarzysza w Wielkopolskiej Brygadzie Kawalerii Narodowej gen. Stanisława Łuby. W 1789 r. mianowany namiestnikiem, w 1792 r. patentem króla Stanisława Augusta Poniatowskiego mianowany chorążym. 21 lipca 1794 r. mianowany przez Tadeusza Kościuszkę porucznikiem. W 1806 r. mianowany kapitanem, w 1809 r. szefem szwadronu, w 1810 r. podinspektorem popisów wojska klasy 3-ej, w 1811 r. podinspektorem popisów wojska klasy 2-ej, w 1812 r. podinspektorem popisów wojska klasy 1-ej. Na podstawie dekretu króla Fryderyka Augusta I z 12 czerwca 1810 r. otrzymał rangę pułkownika.
Brał udział w wojnie polsko-rosyjskiej 1792 uczestnicząc w bitwie pod Dubienką. W 1794 r. był uczestnikiem insurekcji kościuszkowskiej walcząc w bitwie pod Szczekocinami a także Czerniakowem, Zawichostem i Raszynem. Ranny w nogę, 21 listopada 1794 r. został wzięty do niewoli na trzy miesiące.
W Armii Księstwa Warszawskiego był kapitanem i szefem szwadronu w 4 Pułku Jazdy Księstwa Warszawskiego a od 1810 r. podinspektorem w korpusie inspekcji popisów wojska.
W latach 1806–1807 uczestnik wojen napoleońskich – walczył w bitwach pod Neidenburg (Nidzica), Jedwabnem, Wałami, Guttstadt (Dobre Miasto), Osterode (Ostróda) i Halberstadt. Walczył też w wojnie polsko-austriackiej (1809). Uczestnik kampanii 1812 r., wzięty do niewoli rosyjskiej pod Wilnem, spędził w niej półtora roku.
Zwolniony ze służby w wojsku polskim, w 1816 r. postanowieniem cesarza Aleksandra I-go otrzymał pensję (emeryturę wojskową). W 1815 r. był członkiem czynnym III stopnia lubelskiej loży wolnomularskiej Wolność Odzyskana.
1 lutego 1808 r. został odznaczony przez księcia Józefa Poniatowskiego złotym krzyżem Orderu Virtuti Militari.
Zmarł 6 lutego 1829 r., pochowany w Miechowie.